# トーアミ
株式会社トーアミは、大阪府四條畷市に本社を置く、溶接金網の製造販売を行う企業である。

## 沿革
- 1887年 - 北川金網工場を創業（大阪府四條畷市）
- 1940年 - 東洋金網株式会社を設立　資本金199千円、各種金網の製造、加工および販売を開始
- 1970年 - 岡山県に中国東洋金網株式会社として進出（現在の中国事業部）
- 1974年 - 福岡工場を飯塚工業団地内に移転し、九州東洋金網株式会社として独立（現在の北九州事業部）
- 1984年 - 中部工場を中部東洋金網株式会社として独立（現在の中部事業部）
- 1992年 - 中国東洋金網株式会社、九州東洋金網株式会社、中部東洋金網株式会社、および東洋技研工業株式会社を合併、商号を株式会社トーアミに変更
- 1995年 - 大阪証券取引所市場第二部に株式上場
- 2002年 - 福岡県北九州市住倉鋼材株式会社全株式取得子会社化